# 九条忠基
九条忠基（くじょう ただもと，1345年—1398年1月8日），日本南北朝時代的公卿。从一位，関白。父为九条经教、母为内大臣三条实忠之女。
生于興国6年/貞和元年（1345年）。正平12年/延文2年（1357年）升从三位。歴任左大臣，天授元年/永和元年（1375年）十二月二十七日就任从一位関白，天授5年/康曆元年（1379年）八月二十二日辞職。应永4年十二月二十日（1398年1月8日）卒。

## 相關項目
- 九条家

| 王位覬覦者        | 王位覬覦者                                                         | 王位覬覦者        |
| ----------------- | ------------------------------------------------------------------ | ----------------- |
| 前任： 九條經教   | 九條家當主 1395年9月22日－1398年1月8日                             | 繼任： 九條滿家   |
| 前任： 二條師良   | 藤氏長者 1376年1月18日－1379年10月3日                              | 繼任： 二條師嗣   |
| 官衔              |                                                                    |                   |
| 前任： 二條師良   | 右大臣 1370年4月12日－1375年12月11日                               | 繼任： 二條師嗣   |
| 前任： 二條師良   | 左大臣 1375年12月11日－1378年9月9日                                | 繼任： 二條師嗣   |
| 前任： 二條師良   | 關白（北朝） 1376年1月18日－1379年10月3日 同時期南朝關白：二條教賴 | 繼任： 二條師嗣   |
| 军职              |                                                                    |                   |
| 前任： 西園寺實俊 | 右大將 1367年3月14日－1367年7月26日                                | 繼任： 今出川公直 |
| 前任： 二條師良   | 左大將 1367年7月26日－1370年12月7日                                | 繼任： 二條師嗣   |